# 양밍 해운

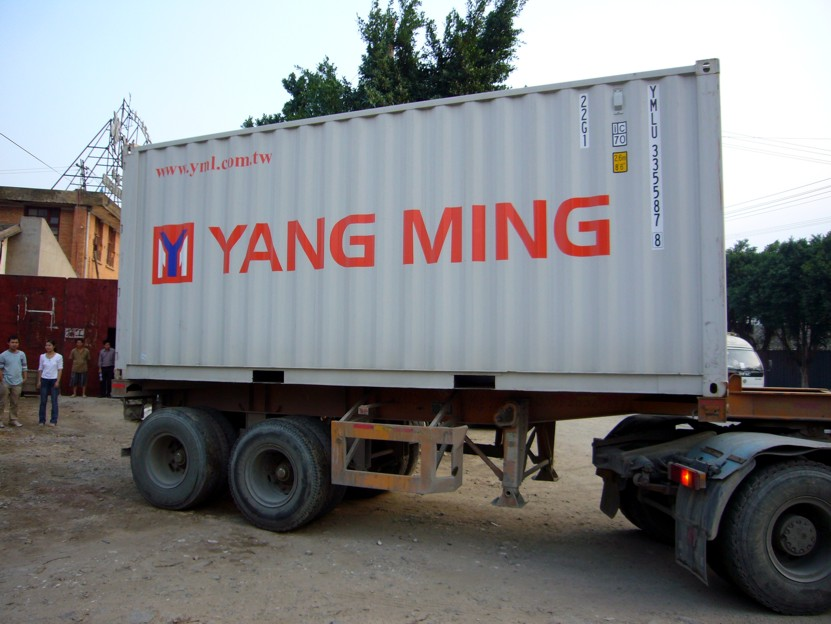
양밍해운의 컨테이너

양밍해운(陽明海運股份有限公司)은 타이완의 해운사이다. 1972년 설립되었으나, 1873년에 설립된 청의 윤선초상국(zh)을 그 전신으로 하고 있다. 사명은 양명학을 주창한 왕수인의 호 양명을 딴 것이다.
완하이항운(zh), 에버그린 해운(zh)과 함께 타이완의 3대 해운사로 꼽힌다.

## 연혁

### 윤선초상국 시대
청 동치 11년(1872년)에 리훙장의 명으로 상하이에 윤선초상공국(輪船招商公局) 이 설립되었다. 이는 이듬해 1월 14일에 윤선초상국으로 개칭하여 정식 성립되었고 중국이 스스로 운영한 최초의 해운 회사였다.
1909년에 초상국은 우전부(郵傳部, zh) 산하 기관이 되었고, 중화민국 성립 후 국민당 정부는 1927년 11월에 이를 중화민국 교통부 산하로 이동시켰다. 1929년, 중국국민당 중앙위원회는 재차 초상국이 국민당 정부 산하임을 재확인했고 1933년에 중국국민당 중앙정치회의에서 초상국을 국영으로 규정하고 국영초상국(國營招商局)으로 개칭시켰다. 1938년 8월에 국영초상국은 주식회사화되어 초상국주식회사(招商局輪船股份有限公司, 영어 표기는 China Merchants Steam Navigation Co.)가 되었다.

### 양밍해운 시대
1949년의 국부천대에 따라 초상국도 타이완으로 옮겨가게 되었다. 그러나 중화인민공화국은 정식 성립 후 상하이와 광저우의 초상국을 접수했고 이는 오늘날의 중국창장항운(시노트랜스)의 모태가 되었다. 이어 1950년 1월 15일에 홍콩 초상국도 중화인민공화국에 속할 것을 선언했고 이후 1985년 설립된 초상국 그룹(招商局集團, China Merchant Group, zh)의 모태가 되었다.
1972년 12월 28일, 연합국에서의 중화민국의 지위는 중화인민공화국이 대신하게 되었다. 초상국의 모든 자산이 중화인민공화국에 강제 접수되는 것을 막기 위해 초상국은 양밍해운을 설립하게 된다. 설립 당시의 자본금은 1억 신 대만 달러로 타이페이에 본사를 두었다. 초상국 소유의 선박도 대부분 양밍해운 소유로 바뀌었으며 초상국은 형해화되었다.
1992년에는 주식을 타이완 증권거래소에 상장했다. 1995년에는 모체격인 초상국을 흡수합병했으며 1996년 2월 15일에는 정부 소유 주식이 48.9%까지 줄어 민영화되었다.

## 현황

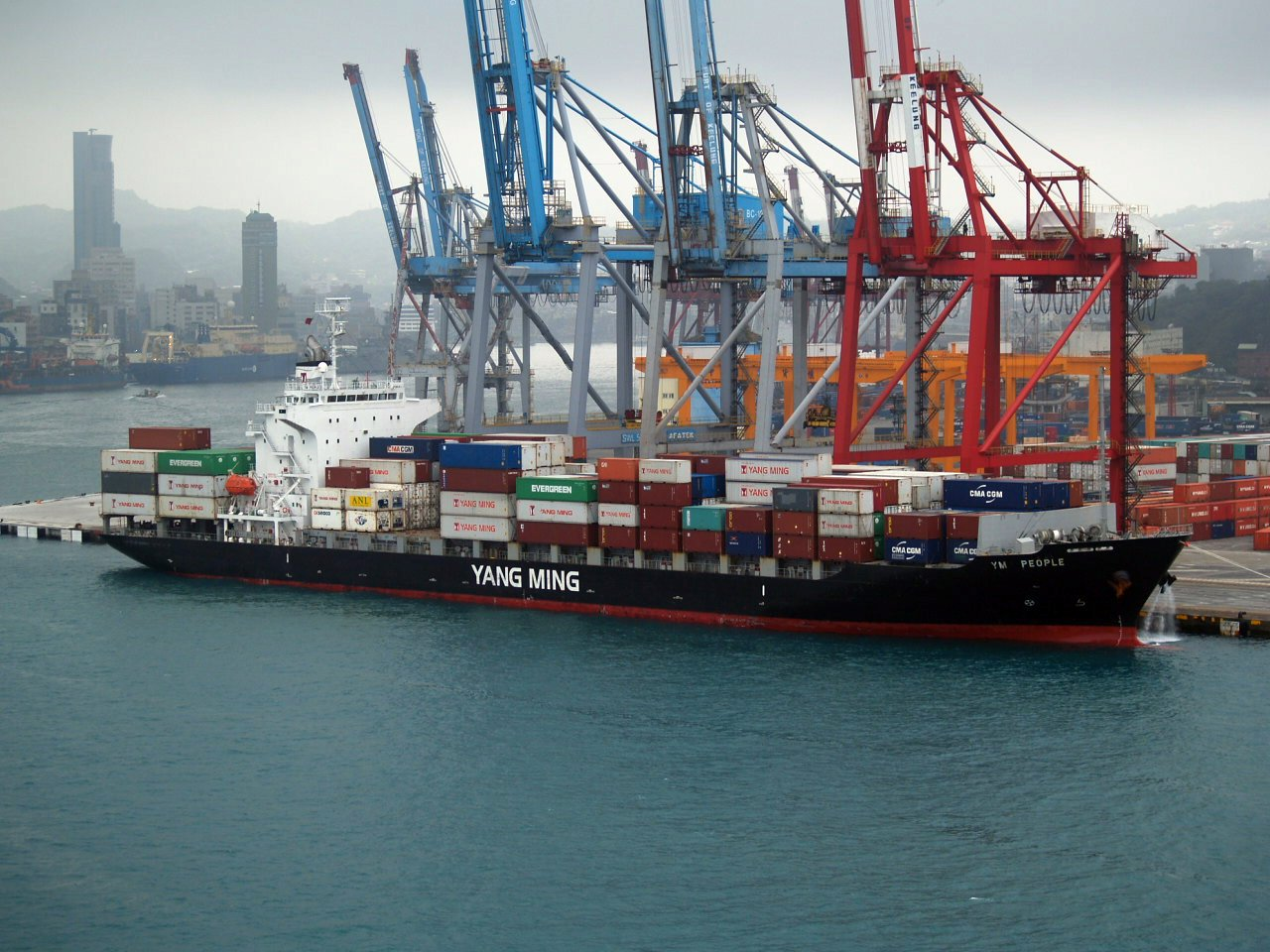
지룽 항에 정박중인 양밍해운 소속 Ym People호

2011년 6월말 기준으로 양밍해운은 85척의 화물선(이 중 8000 TEU 이상의 배 10척)을 보유하고 있는 외에 타이완전력(zh) 소유의 벌크선 2척을 대신 운항하고 있다. 이들의 합계 운송능력은 34만 TEU에 달하며 15위 이내의 위치를 점하고 있다.

## 같이 보기
- 대만의 기업 목록